# 第226傘兵旅 (以色列)
第226傘兵旅（希伯來語：226 חטיבת הנשר）是以色列国防军的後備役傘兵旅，創建於1957年，隸屬於北方司令部及第162爆炸師。該部隊的徽章是紅底黑鷹。